# 亚历山大·伍德

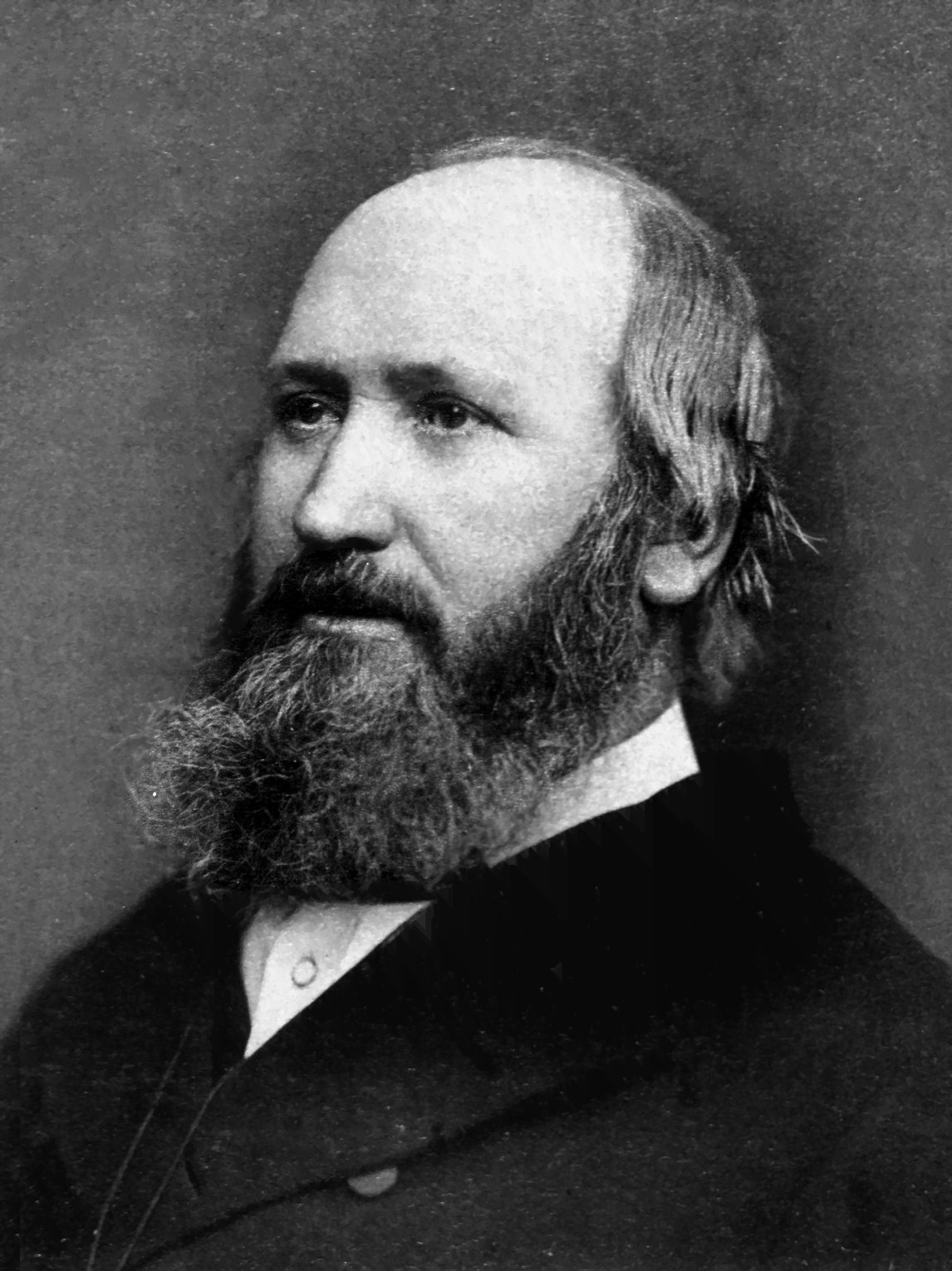
亚历山大·伍德

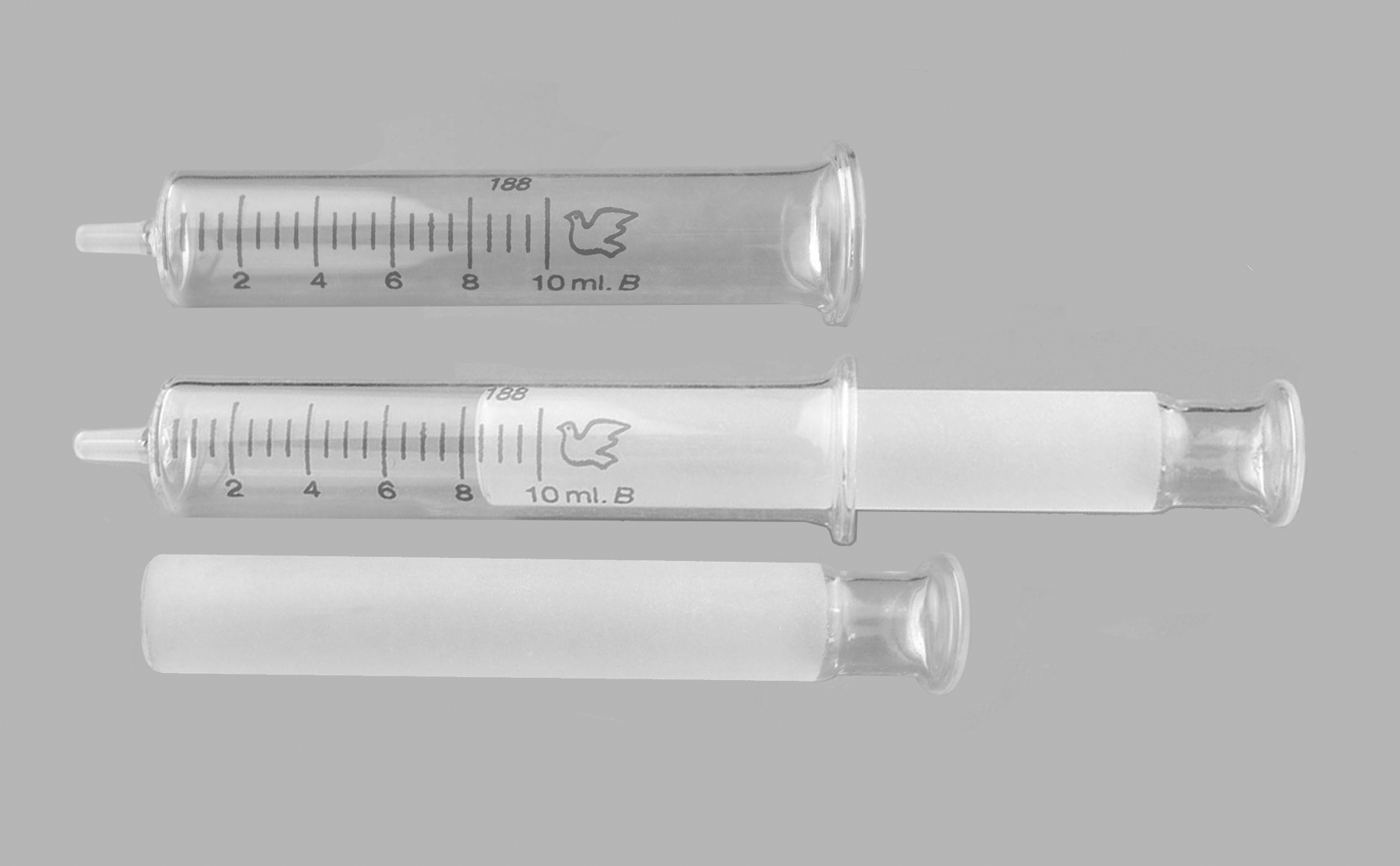
现代注射器完全由玻璃制成，除了体积标记外，与伍德的注射器基本相同。

亚历山大·伍德FRSE PRCPE（1817年12月10日—1884年2月26日），苏格兰医生。第一个真正的皮下注射器发明者。  1858年到1861年期间，他担任爱丁堡皇家内科医学院院长职务。

## 生活
伍德于1817年12月10日出生在法夫郡的库帕。 1825 年左右，全家搬到爱丁堡，住在爱丁堡新城的皇家马戏团19号。 伍德在1825年至1832年在爱丁堡公学接受教育，然后在爱丁堡大学（ MD 1839）学习医学。 在获得资格后，伍德决定在爱丁堡家附近的斯托克布里奇药房工作。1840年，伍德成为一名外科医生，住在他已故父亲在皇家马戏团19号的房子里。 自1841年起，他在爱丁堡大学教授医学。 
1853年，他发明了第一个使用真正注射器和空心针头的"皮下注射"针头（hypodermic needle）。 伍德将他的发明称为“subcutaneous”而不是“hypodermic”。 “皮下注射”一词实际上是由英国医生查尔斯·亨特（Charles Hunter）创造的。1858年伍德当选爱丁堡皇家内科医学院院长。